# La Celle-sur-Loire
La Celle-sur-Loire település Franciaországban, Nièvre megyében. Lakosainak száma 786 fő (2022. január 1.). La Celle-sur-Loire Boulleret, Léré, Sury-près-Léré, Annay, Arquian, Cosne-Cours-sur-Loire, Myennes, Neuvy-sur-Loire és Saint-Vérain községekkel határos.

## Népesség
A település népességének változása:
| Lakosok száma | 855  | 842  | 857  | 830  | 819  | 813  | 804  | 795  | 786  |
|               | 2013 | 2015 | 2016 | 2017 | 2018 | 2019 | 2020 | 2021 | 2022 |